# Maillardville
Maillardville est une communauté de la ville de Coquitlam, située dans la grande banlieue de Vancouver en Colombie-Britannique. Elle abrite la principale communauté franco-colombienne.

## Histoire
En 1909, une centaine de Canadiens français quittent le Québec en direction de la Colombie Britannique, recrutés par Fraser Mills. Un second contingent arrive en 1910 et fonde Maillardville, nom donné en l'honneur du père Maillard, prêtre catholique originaire de France. Elle constitue alors la plus grande communauté francophone à l'ouest de la Colombie-Britannique.
Communauté dynamique, elle sera à l'origine du développement de la municipalité de Coquitlam. Si le temps a effacé l'usage du français en Colombie Britannique, ce dernier reste utilisé dans la partie sud de Coquitlam. Il connaît même un renouveau par le dynamisme de la communauté francophone composée d'environ 2 000 personnes.
Chaque année début mars est célébré le festival du bois.
En juin 2011, Maillardville accueille l'humoriste québécois Daniel Lemire avec l'animateur Dany Turcotte lors de l'émission de La Petite Séduction.

## Personnalités célèbres
- Lucille Starr, (1938-2020), chanteuse franco-manitobaine installée à Maillardville.